# まんがかぞく
『まんがかぞく』は、大島永遠による日本の漫画。『漫画アクション』（双葉社）にて、2010年7月6日号から2011年12月20日号まで連載された。サブタイトルの表記が誌面と単行本で異なっている（詳細後述）。

## 作品概要
自身も含めた家族全員が漫画家であるという特異な環境で育った作者が聞き手・語り手になり、家族のエピソードなどを描いていく自身初のノンフィクション・エッセイ作品。作者自身これまではコメディ・ギャグを中心に描いていたこともあって、多少コメディ色も残しているものの、基本的にはシリアスな展開になっている。家族に内密にして進めていた経緯（後述）があるため、作者の主観で描かれている。作中では家族が連載していた作品のカットが使われている。なお、第1話のみ、お試しとして『漫画アクション』のウェブコミックサイトで読むことが可能。
この作品は、作者が好きだった家族愛をテーマに描いた『編集王』の影響を受けている。
作者が漫画家へ進んだきっかけや、家族のエピソード（特に両親のなれそめは詳細に描かれている）、漫画家としての苦労などを赤裸々に描いたものになっている。そのため、家族関係の話ばかりでなく、作者自身のエピソード、さらにそれらを絡めて漫画家になる人に向けてのアドバイスのような話も掲載されている。
誌面と単行本でいくつかの相違がみられる。
1. タイトルの表記（フォント）が異なっており、誌面では丸文字のような柔らかいタッチのフォントで書かれているが、単行本ではカクカクとしたものになっている。
2. サブタイトルの表記が異なっている。誌面では「一家4人全員マンガ家!」、単行本では「一家4人全員漫画家」となっている。

当作品を連載するにあたり、家族には単行本発売まで全くの極秘で、彼らのアシスタントや編集にも緘口令を布いて進められていたものの、連載第1話が掲載された『アクション』の献本を見た母にバレてしまったことから解禁に至った経緯がある。極秘にしていた理由は、「家族の意見なしで主観のみの感性を大切にして描きたかった」ことと「サプライズ的に喜ばせたかった気持ち」から来ている。構想そのものは10代の頃から温めていたが、漫画家として納得できるラインに達していないという理由で発表しないでいた。しかし、30歳を過ぎてから、父母の応援などいろいろ見えてきた部分や自身が丸くなってきた部分などが重なって、自然と筆が走るようになり、かつ30歳になった今この時でないと絶対描けないと思ったため、連載を行うことを決意している。
連載は「3回描いて1回休み」で進められているが、連続して休載になったこともある。連載を進める際、具体的な落としどころは考えず、雑談の中で決めていく手法で制作されている。その中で、「両親が読んだ時に悲しくなるような話はやめようと思います。それを描く前に楽しいエピソードがたくさんあるので、まずはそこ（が主）です」とも語っている。

## 登場人物
※以下、大島やすいちは「やすいち」、川島れい子は「川島」、大島永遠は「永遠」、三島弥生は「三島」と表記していく。家族などの詳細はリンク先参照。

### 大島家
- 先述の通り、（祖母を除いた）夫婦二人、その娘二人、全員が漫画家である。また家族全員が無類のゲーム好きでもある。
- 家族内の関係は良好で、プライベートな話はよく交わすものの、仕事に関しての話は家族によってスタンスが異なる（むしろ互いに把握していない可能性がある）。というのも、（永遠の視点から見ると）売り上げや人気の話は気まずい、共通の知り合いがいないので噂話はよくわからない、漫画（仕事）そのものを友人に話さないからである。
  - やすいちは表向きは気にしていないものの、娘の活躍をつぶさに見守っている。川島は娘の活躍をブログで確認しているものの、あげたコミックは確認していない。永遠はコンビニで親の出している雑誌を確認している。三島は永遠の本をもらっており、たまに読んでは的確なアドバイス（ダメ出し）をされている。

大島永遠
本作の主人公・聞き手・語り手。青年漫画家。
幼少の頃は、自分の父親であるやすいちを居候している（「おとう」さんという）人だと思っていたことがあったり、普通の生活（土日に休みのあるサラリーマン生活）を送っていないやすいちに対してコンプレックスを持っていた。ショートカットでボーイッシュな格好をしていたため、男の子と間違えられることもあった。またこの頃は自分の名前も大嫌いで、永遠という名前が変かつ聞き返されるのが嫌だったことを理由に挙げており、男の子に間違えられるのもこの名前から来ていると考えていたほど（本人は「ともこ」のような「こ（子）」の付く名前がよかったと両親に漏らしていた）。写真を撮られても恥ずかしがり屋なため笑顔を作れない子供でもあったという。
小学校の頃は、大人の顔色や空気を読む子供になり、習い事も数多く行っていた。その反動からか、爪を噛んだり髪の毛を抜く癖に悩まされたこともあった。高学年の頃から母親である川島のアシスタントをし、オリジナルの漫画を描いていた。
中学の頃から同人作家となり、16歳の頃に同人誌即売会会場にてスカウトに会い、なし崩し的にプロデビューを飾っている。なし崩しであったためしばらくは明確な「デビュー作」が無かった。当初はゲーム作品の4コマなどを執筆。この頃は音楽大学に進学しオペラ歌手になることが夢で、漫画は趣味の範囲で描こうと思っていた。しかし、前述のとおり家族揃ってのゲーム好きでもあり、ゲーム作品の4コマ漫画家になりたいと思った時期もある。
10代の多感な時期に良き編集者に会えたことで、自身の漫画家としての楽しさを学べたと述懐している。
『女子高生』のヒットなどで収入は増えたものの、住民税や固定資産税、果ては自身が設立した会社の自身への役員報酬を自身の貯金から払っているといった収入以上の支出を払う状況に陥ってしまい、クオリティ維持のためにセーブしていた仕事量を増やしている。なお、仕事をセーブしていたのは、かつてデビューしたての頃に川島の言葉を真に受け、仕事を引き受けすぎて作画崩壊や腱鞘炎など身体を壊した教訓から。
19歳に頃少年マガジン別冊にデビュー作が掲載。その頃にボツを多く出され行き詰まった時、漫画を完成させたいという欲求不満からエロ漫画の執筆を始めるが、20代前半にして「性欲が枯れ果てた」として挫折。下ネタギャグ作家へとクラスチェンジ（10代の頃の作風へと回帰）。「性欲は尽きても笑いは尽きない、こちらが天職」との事。
なお、非常な虚弱体質である。
大島やすいち
永遠・三島の父親で、川島の夫。少年・青年漫画家。永遠にとって永遠（えいえん）のライバルで、漫画の素晴らしさを教えた尊敬する存在。同一の雑誌で親子共演を果たしたこともある。
京都の長屋で育ち、その長屋には出戻り・行かず後家の親類が住んでいたため大変手狭だった。母親が洋裁の仕事をして生計を立てていた（父親の職業は不明）。
子供の頃から絵が上手かったことから、母親を楽にするため（デビュー後はそれに加え、姉の学費を工面するため）の唯一の手段として漫画家を目指したものの、母親から成績優秀な姉と比較され、時に漫画原稿を破られることもあったという。その後京都に一軒家を構え、さらにその後に大宮に引っ越している。
川島とのやりとりは高校生当時の同級生・岡との文通の中に忍ばせた時の1回（回し読みを読んだ時の返事）だけで、出会って本格的な付き合いになるのは大宮に出てきた頃から。デートは喫茶店にあったインベーダーゲームが定番だったが、同じ喫茶店にやすいちと川島の担当を呼び、隣同士の席で打ち合わせを行うことでデートにしていたこともある。なお、手紙を返した理由はやすいちが多くを語らないため詳細は不明。
娘である永遠の名は中学の頃から温めていたもので、姓名判断で最高にいい画数である名前を探していた時に思いついたものでもある。そのため、やすいち（矢須一）と永遠の画数は同じである。
ゲームをプレイする際、攻略本などを一切使わずに進めていく硬派なところがあるものの、ゲームクリアをするのをためらい単に解くことを楽しむ側面もあり、いわゆる積みゲーが増えてしまっていた。またネタバレにも厳しく、家族の会話の中でネタバレが出てきた際に激怒したほどである。永遠は、最も喜怒哀楽が激しかったのはゲームに関することだったのはと分析している。
この作品の評価は永遠本人には直接的に伝えられていない。ただ、三島に対して「こんなもんでしょ」とだけ言ったらしいことをインタビュー内で永遠が明かしている。
川島れい子（水口令子）
永遠・三島の母親で、やすいちの妻。レディースコミック漫画家。かつては少女漫画家だった。永遠に漫画家としてのいろはや心得を教えた存在でもあり、アドバイザーになってもいる。
性格は破天荒と分析されているが、怒る時は激しく、機嫌のいい時はとても優しいことから、気分屋の側面も見受けられる。時にその性格から来る荒療治で永遠の癖（前述）を止めさせることもあった。また忙しいことを苦に思わない性格でもあり、高校時代は新聞部など4つの部を掛け持ちする、漫画を仕事と割り切れる女性でもある。さらに几帳面な性格でもあり、『ファイナルファンタジーVII』の攻略ノートはアルティマニアよりも分厚くなっていたほどで、レディースコミックの資料や娘達のアルバムをジャンルや年代ごとに揃えているほどでもある。なお、永遠が川島のことを書く際、「いまだこの調子（破天荒）なゆえ、存在が身近すぎて『思い出化』できなかった」ため、川島の美談的エピソードが浮かばず苦労していると作中で描いている。
永遠がやすいちのことを居候している人と思い込んでいることを危機的に感じ、お父さんグッズを作って、やすいちが父親であることを認識させている。
父親が転勤族だったため、友人を作る処世術として漫画（イラスト）を描くことを特技にしていった。
漫画家になるために両親の反対を押し切って上京。漫画サークルの先輩に紹介された里中満智子プロダクションに即採用され、アシスタント生活を送っていた。20歳の時にデビューし、その後独立している。
やすいちとは岡が行っていた文通を通じて1回やり取りがあったものの、出会ったのは上京してから。最初の出会いは小説家と名乗る怪しい人物対策（やすいちを彼氏に仕立て上げて様子を窺うため）だった。川島が栄養失調で倒れた際、やすいちが告白したことで交際が始まり、やすいちの作業風景を見たことで結婚への決意を固め、かつ漫画家として敵わないことを悟っている。なお、岡との文通は高校時代に読んでいた雑誌のペンパル募集コーナーがきっかけ。平安高等学校というネームバリューと、同い年であったことから岡との文通を始めている。後に実際に岡とは会っているものの、互いに好みのタイプではなく、盛り上がらなかったとのこと。
結婚後は基本的には専業主婦で過ごし、たまにやすいちの手伝いや付録・挿絵の仕事をこなしていた。漫画家として復帰するのは永遠が10歳になった頃。復帰した理由は親の反対を押し切り上京したのは主婦や子育てをするためでなく漫画家になるためだと自戒したため。また、「大島やすいちの奥さん」と言われるのも嫌で、自らの存在意義を見つけるためでもあった。復帰の際、レディースコミック漫画家に転身している。
レディースコミックを書くことに抵抗感を持っていた（エッチな資料が編集部から届いた時は泣いたほど）が、美術大学出身の友人の「裸はデッサン」の一言でレディースコミックの奥深さ・面白さを見出し、興味を増していっている。その後はどっぷりとエロに浸かった様子。永遠がエロ漫画を描き始めた際に助言を求められた時は「男性を描く時は男性に、女性を描く時は女性になりきって、2人分イかした」と述べている。
子供達がプレイしていた『ドラゴンクエスト』がきっかけでゲームにハマっている。専業主婦だったことを利用して子供達より先にクリアしてひんしゅくを買っている。逆にゲームをプレイしている時は寛大なところがあったばかりでなく、子供達と共にゲーム機争奪戦を繰り広げたこともあった。
当作品を「自分じゃ絶対描きたくない家族の暴露本」と評している。しかし、『アクション』を買い占め親戚に配っているにもかかわらず、三島が主人公のマンガと勘違いしていたりと内容を確認していないと永遠がインタビュー内で語っている。
三島弥生
永遠の妹。4コマ漫画家。2児の母でもある。永遠とはトムとジェリーのような関係。川島からは永遠と比べられてコンプレックスを感じていたこともある。
中学校1年生の頃に、永遠に作品センスを見出され、漫画家としての活動を始める。永遠は彼女を相方として育てたかったものの、生活パターンや価値観の違いから断念している。
永遠は着眼点の良さ・説明の上手さ・発想力など漫画家の能力は高く、将来化ける可能性があるほどの才能を持っていると評しているものの、1ヶ所でじっとしているとイライラする（逆に常に動き回るウェイトレスなどの接客業は得意）、ベタをはみ出しても気にしない点から漫画家向きの性格ではないとも評してもいる。そのため画力は向上しなかったため、同人誌制作の際は永遠のサポートで何とかなっているほどだった。
高校時代は漫画とは無縁な生活を送っていた。しかし、19歳の時に『みこすり半劇場』（ぶんか社）内（ケ・セラ・セラ）でデビューしている。漫画家になった理由は家族が漫画家だからという単純なものである。
熱しやすく冷めやすい性格で、ハマるほどだった某芸能人に対しては同人誌まで出すほどだったものの、すぐに冷めてしまっている。
作中では、本人が「かわいく描かれすぎていて心が痛い」と称するほど美化されている。
祖母
やすいちの母親。永遠がデビューの際にはお小遣いをあげている。また『ドクターマリオ』のマスターでもある。孫達にたくさんの習い事をさせるように川島に説いている。

### その他
相方
永遠のマンガ製作のパートナー。名前・性別は不明。時に永遠への聞き手に回ることがある。
岡
やすいち・川島の共通の友人。やすいちとは高校時代のクラスメイト、川島とは文通相手の関係。やすいちに川島の手紙を見せたり、川島の現状を知らせたりと「結果的には」恋のキューピッド役になっている。
里中満智子
川島の師匠。川島にプロとしての心得を叩き込んだ人でもある。単行本1巻の帯にちばてつやと共に推薦コメントを寄せている。

## 評価
- 鹿児島にあるアニメショップひょうたん書店の書店員のブログ（準公式サイト）では、「日常を追うエッセイなのかと思いきや、大島一家の歴史と漫画家の成長の物語でもある作品」「大島永遠の自伝であるとともに、大島一家の歴史のダイジェスト」と評している[14]。
- 漫画評論家の紙屋高雪は、「大島永遠の絵柄を見れば、誰もが陳腐なラブコメディしか思い浮かばない。ノンフィクションを描くにはキツい。にもかかわらず、あまりに強烈な事実によって、読む側はいとも簡単にねじふせられてしまう」と、またお互いのブログで近況を知る家族（実際は母と娘である永遠とのやり取り）に関しては「どんな『朝日新聞風 現代社会の家族風景』ですか」とも評しているが、父親への見方に関しては「キレイにまとめないでほしい」「ツンデレやいい人なのだという理解におしこめようとするのではなく、「了解可能な形態」になっていない不気味な存在として「畏怖」の感情が強い、ドロドロとした描き方の方にエッジをつけてほしい」と注文を付けている。しかしながら、「大変満足した。おすすめする」と結んでいる[15]。
- 同じ漫画家からは、ちばてつやが「絵もお話もリアルなだけに絶句。『大島さん家』はシュゴイ!!」と同じく里中満智子は「驚いて楽しんでやがて心が温まる世界です」と述べている[16]。

## 書誌情報
- 大島永遠『まんがかぞく 一家4人全員漫画家』 双葉社〈アクションコミックス〉、全2巻
  1. 2011年3月12日第1刷発行（同日発売） ISBN 978-4-575-94310-8
  2. 2012年1月28日第1刷発行（同日発売） ISBN 978-4-575-94344-3